# Фрањо Херљевић
Фрањо Херљевић (Тузла, 21. јун 1915 — Београд, 4. мај 1998), учесник Народноослободилачке борбе, генерал-пуковник ЈНА, друштвено-политички радник СФР Југославије и СР Босне и Херцеговине, јунак социјалистичког рада и народни херој Југославије. Налазио се на месту начелника Војне академије ЈНА од 1956. до 1962, а у периоду од 1974. до 1982. године обављао је дужност Савезног секретара за унутрашње послове СФРЈ.

## Биографија
Рођен је 21. јуна 1915. године у Тузли, у радничкој породици, од оца Фрање и мајке Луције Херљевић. Завршио је типографски занат и радио у Тузли, Сарајеву, Београду, Крагујевцу и Сремској Митровици. Члан Савеза комунистичке омладине Југославије (СКОЈ) постао је 1932, а члан Комунистичке партије Југославије (КПЈ) фебруара 1940. године.
После окупације земље, Херљевић је по партијском задатку из Тузле упућен у Обласни војни штаб који је вршио припреме за устанак. Након тога је и сам организовао устанак у тузланском крају. На почетку устанка био је под командом Ивана Марковића Ирца. У јесен 1941. године, заједно са Ирцем ишао је на Мајевицу да помогне при сређивању стања у Мајевичком партизанском одреду, које се погоршало услед првих непријатељских напада. После тога је убрзо био изабран за командира чете. Заједно са својим борцима истакао се у борби код Брчког, фебруара 1942. године, када су бомбама уништили непријатељско утврђење.
Почетком 1943. године постао је командир ударне чете, која је оперисала на подручју Бирче. Када је на то подручје дошла Шеста источнобосанска бригада, Фрањо је у њој најпре био командир чете, а затим командант батаљона. Тада се истакао у борбама на Малешевцима, Романији, Озрену, те у Босутским шумама.
Учествовао је у Петој, Шестој и Седмој непријатељској офанзиви. У Петој офанзиви био је командант батаљона, након чега је постао заменик команданта Седамнаесте мајевичке бригаде. Када је формирана Осамнаеста хрватска бригада, Фрањо је био постављен за њеног команданта.
У другој половини 1944. године постављен је за команданта 38. источнобосанске дивизије НОВЈ. Ова дивизија је, међу осталим, учествовала у ослобођењу Сарајева, у борбама против 13. и 22. немачке дивизије и у разбијању велике четничке групације која је, под командом Драже Михаиловића, покушала да се пребаци из Босне у Санџак и Србију.

### Послератни период
По завршетку рата, учествовао је још годину дана у ликвидацији остатака непријатељских групација, које нису побегле из Југославије.
После ослобођења Југославије, Фрањо је вршио многе одговорне функције у Југословенској народној армији (ЈНА) и у друштвено-политичком животу СР Босне и Херцеговине и СФР Југославије. Године 1948. завршио је Војну академију „Фрунзе“ у Совјетском Савезу.
Био је командант Гардијске дивизије, командант Војног подручја, начелник Војне академије ЈНА и командант Територијалне одбране СР Босне и Херцеговине. Председник СФРЈ Јосип Броз Тито му је крајем 1973. године саопштио да је одређен за прелазак у Савезни секретаријат за унутрашње послове (ССУП). Дужност Савезног секретара за унутрашње послове СФРЈ вршио је од 17. маја 1974. до 16. маја 1982. године. У периоду од 1975. до 1984. године, Херљевић се налазио на месту члана Савезног савета за заштиту уставног поретка СФРЈ. Био је члан и Савета народне одбране. Пензионисан је у чину генерал-пуковника ЈНА, 1982. године.
Више пута је биран за посланика Савезне скупштине СФРЈ. Био је члан Централног комитета Савеза комуниста Босне и Херцеговине. На Десетом, Једанаестом и Дванаестом конгресу СКЈ биран је за члана Централног комитета СКЈ.
Умро је 4. маја 1998. године у Београду и сахрањен је у Алеји народних хероја на Новом гробљу у Београду.
Носилац је Партизанске споменице 1941., као и других југословенских одликовања, међу којима су — Орден јунака социјалистичког рада, Орден ратне заставе, Орден партизанске звезде са златним венцем, Орден заслуга за народ са златном звездом, Орден братства и јединства са златним венцем, Орден партизанске звезде са сребрним венцем, Орден народне армије са златном звездом, Орден за храброст и Орден партизанске звезде са пушкама. Орденом народног хероја одликован је 20. децембра 1951. године.

## Породица
Цела породица Фрање Херљевића учествовала је у Другом светском рату. У рату су му погинула три брата, од којих је Албин, који је 1942. погинуо у борби са четницима, проглашен за народног хероја Југославије. Томислав—Томо Херљевић је 1942. такође страдао од стране четника, који су га заробили и 21. фебруара убили, дан након Албинове погибије, док је Звонимир—Звонко Херљевић 1941. стрељан од стране усташа. Оца Фрања су му премлатиле усташе, након чега је од задобијених повреда умро 1941. године. Мајка Луција и десетогодишња сестра Паула одведене су 1942. у логор Стара Градишка, а потом депортоване у Јасеновац и тамо стрељане. Један брат, Миро Херљевић, је био носилац Партизанске споменице 1941. и умро је после рата. Два брата, Јосип и Никола, су преживели рат.
Супруга Деса Херљевић (1920—2000) такође је била учесница Народноослободилачког рата (НОР) и носилац Партизанске споменице 1941. и сахрањена је поред свог супруга у Алеји народних хероја на Новом гробљу у Београду.